# モンキー・シャイン
『モンキー・シャイン』（原題：Monkey Shines）は、1988年製作のアメリカ合衆国のホラー映画。ジョージ・A・ロメロ監督。特殊メイクはトム・サヴィーニが担当した。

## あらすじ
法科大学の学生で陸上選手のアランはある朝ジョギング中、交通事故に遭い負傷、首から下が完全に麻痺し、車椅子の生活となる。
絶望していたアランに親友の生物学者ジェフリーは、身の周りの世話をさせるため、ヘルパー猿のエラを贈る。
だが、実はエラはヘルパーとして訓練されただけでなく、ジェフリーによって人間の脳細胞のエキスを注入され、知能を高められていた。
やがてアランの意識を察知するようになったエラは、アランが怒りを感じた相手や、自分とアランの関係を邪魔する者たちを次々に殺し、ついにはアランとの関係を逆転させようとする。

## スタッフ
- 監督・脚本：ジョージ・A・ロメロ
- 製作：チャールズ・エヴァンス
- 原作：マイケル・スチュワート
- 製作総指揮：ピーター・グルンウォルド、ジェラルド・パオネサ
- 撮影：ジェームス・A・コントナー
- 音楽：デビッド・シャイア
- 特殊メイク：トム・サヴィーニ
- 美術：クレタス・アンダーソン
- 編集：パスカル・ブーバ

## キャスト
- アラン：ジェイソン・ベギー
- ジェフリー：ジョン・パンコウ
- メラニー：ケイト・マクニール
- ドロシー：ジョイス・ヴァン・パタン
- マリアンヌ：クリスティーン・フォレスト
- ディーン：スティーヴン・ルート
- ワイズマン：スタンリー・トゥッチ
- エラの声：フランク・ウェルカー

## 原作
- 著者：マイケル・スチュワート 翻訳：林克己（1989年2月15日、早川書房）

## 追悼レイトショー
- 東京・新文芸坐にて、『ジョージ・A・ロメロ監督追悼レイトショー』と題して、2017年9月23日に1回限りで本作が上映された。

## オリジナルサウンドトラック
- Farewell,my lovely/Monkey Shines[3]（2002年1月1日、Film Score Monthly）